# Visuar
Visuar es una empresa familiar de origen y capital argentino, dedicada a la fabricación, comercialización y distribución de artículos electrodomésticos para el hogar y productos de electrónica de consumo.

## Historia
Visuar comenzó sus actividades en Buenos Aires en agosto de 1992 con la importación y distribución de equipos de video. A partir de esa primer década la compañía se enfocó en la búsqueda de socios tecnológicos en distintas partes del mundo como parte de un proceso de crecimiento y expansión impulsado por su experiencia como importador.
En 1999 fue nombrada Distribuidora Oficial en Argentina de la empresa japonesa Olympus.
En 2006 Visuar firmó contrato con Samsung Electronics Co, para comercializar los productos en el país.
Luego en 2009 fundó Visuar Uruguay, una subsidiaria con oficinas y centro de distribución en la ciudad de Montevideo, donde la compañía comercializa y distribuye las marcas Samsung, Philips, Smartlife, Dolce Gusto y GT Bicycles.
A principios de 2012 Visuar rubrica un acuerdo con Samsung Electronics Co. para comenzar un proceso de industrialización, pasando de importar productos terminados de línea blanca, a fabricarlos localmente. Sumado a este acuerdo, Visuar accede a un crédito del Bicentenario en este mismo año que consolida la viabilidad del nuevo proyecto. En 2013, Visuar inauguró su fábrica de lavarropas en la localidad de Cañuelas, provincia de Buenos Aires. Más adelante, a esta línea de producción se incorporaron microondas y aspiradoras Samsung.
Para enero de 2016 culminó la construcción del Centro de Distribución dentro del complejo industrial y, a fines de ese mismo año se inició la construcción de la planta de heladeras, inaugurada en septiembre de 2017.
En mayo de 2022, se puso en funcionamiento una nueva planta donde se producen Pequeños Aparatos Domésticos.
Actualmente el portfolio de marcas que Visuar fabrica, distribuye y comercializa son Samsung, Oster, Smartlife, Canon y Motorola.

## Infraestructura
La compañía posee una dotación de más de 650 personas entre ambos países, oficinas comerciales en la Ciudad Autónoma de Buenos Aires, 3 plantas industriales y 1 centro logístico, ocupando una superficie total de 63.000 m², en la localidad de Cañuelas, provincia de Buenos Aires.